# Equinix
Equinix este un Internet Exchange cu sediul central în America de Nord și cu puncte de prezență pe mai multe continente. Pentru ca are sedii și în Europa, Equinix este membru cu drepturi depline în Asociația Europeană a Internet Exchange-urilor, Euro-IX.

## Puncte de prezență

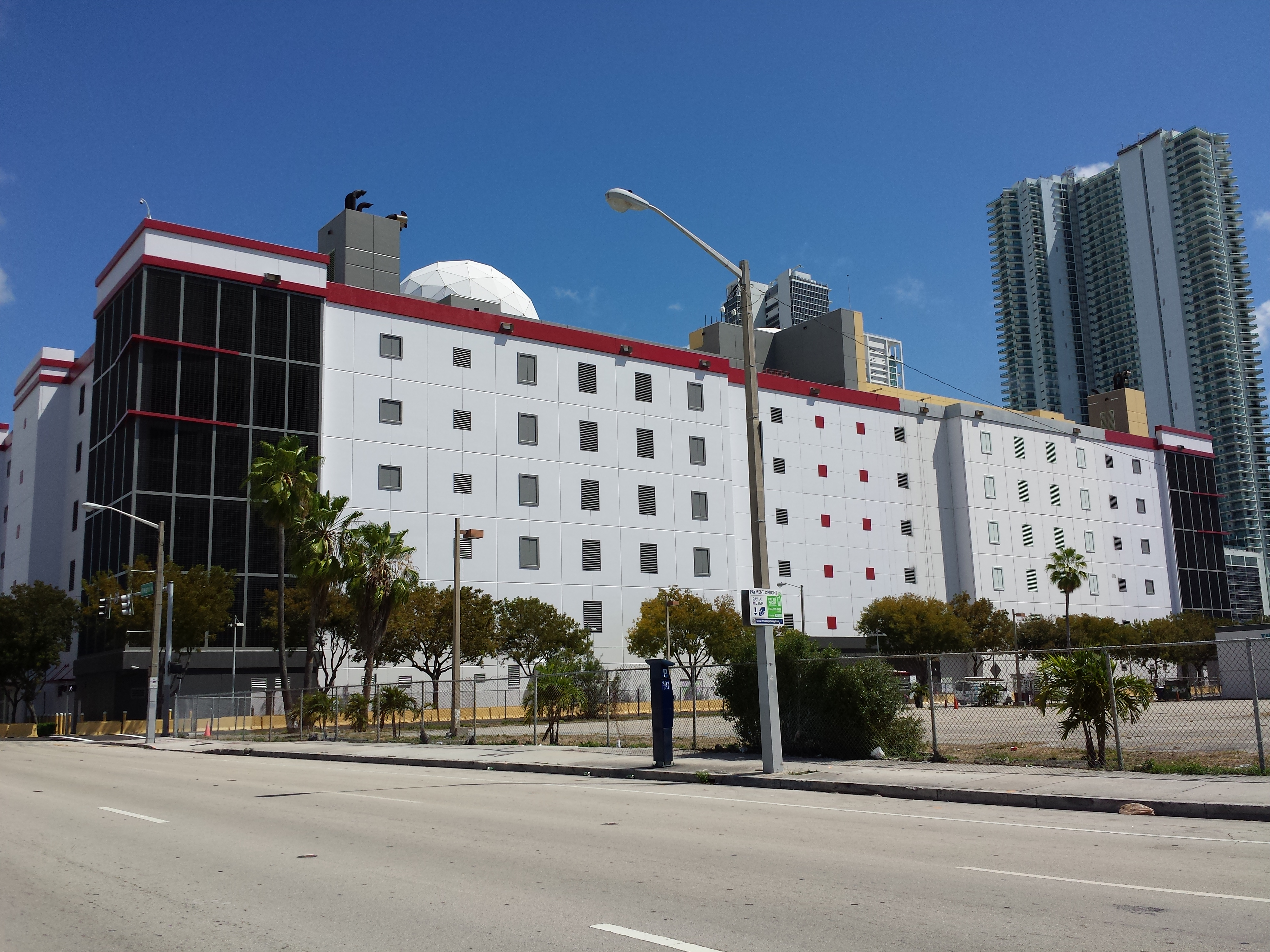
Clădirea sediului central al Network Access Point (NAP) din Statele Unite ale Americii, operat de Equinix

Equinix are POP-uri pe mai multe continente:

### America de Nord
- Chicago
- Dallas
- Los Angeles
- New York
- Silicon Valley
- Washington, DC

### Asia
- Hong Kong
- Singapore
- Tokyo

### Australia
- Sydney

### Europa
- Amsterdam
- Düsseldorf
- Frankfurt
- Geneva
- Londra
- München
- Paris
- Zürich